# 玛加丽特·米勒
玛加丽特·米勒（德語：Margarete Müller，1931年2月18日—2024年10月12日），德国统一社会党政治局候补委员，东德新勃兰登堡县柯特罗夫村农业合作社主席。

## 生平
1931年，生于新城县的工人家庭。1946年，加入自由德国青年联盟。1950年，在德明和古斯特罗夫萨贝尔纳克农业专科学校学习。1951年，入党。1953年，去苏联列宁格勒农学院学习，获农学家称号。1960年，为新勃兰登堡专区党委委员。1963年，为中央委员和政治局候补委员。1971年，任国务委员会会员。